# Campo, Kalifornien
Campo är en ort i San Diego County i delstaten Kalifornien, USA.